# Zelfportret met hoed (Cézanne)

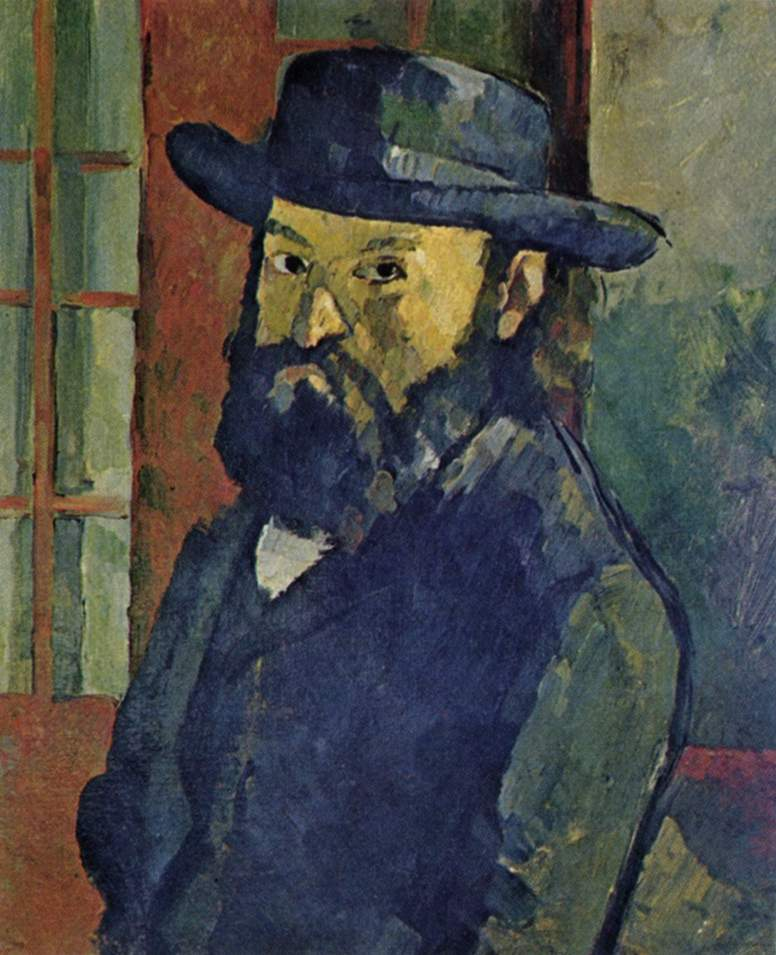
Zelfportret met hoed

Zelfportret met hoed is een zelfportret van de Franse kunstschilder Paul Cézanne.
Hij schilderde het tussen 1879 en 1882. Critici menen dat de hoed een referentie is naar zijn vader, hoedenverkoper van beroep. Op meerdere van Cézannes zelfportretten is hij trouwens afgebeeld met één of andere hoed.
Het werk is uitgevoerd in olieverf op doek en meet 65 x 50 cm. Het bevindt zich in het Kunstmuseum Bern in Bern in Zwitserland maar werd reeds veelvuldig uitgeleend aan andere musea voor tijdelijke tentoonstellingen.
Stilleven met zwarte klok (1869-1870) · Une moderne Olympia (1873) · Drie Baadsters (1874-1875) · Zelfportret voor vaalrode achtergrond (1875) · Fruitschaal, glas en appels (1880) · Zelfportret met hoed (1879-1882) · De Bader (1885) · De Golf van Marseille gezien vanaf L'Estaque (1885) · Harlekijn (1888-1890) · Mardi Gras (Cézanne) (1888-1890) · Madame Cézanne sur une chaise jaune (1888-1890) · Mand met appelen (1893) · Stilleven met appels (1893-1894) · De kaartspelers (1893-1896)  · De grote baadsters (1906) · Baadsters (reeks) · Mont Sainte-Victoire (reeks)